# Jaime Vásquez (músico)
Jaime "Chino" Vásquez (Santiago de Chile, 22 de noviembre de 1958) es un saxofonista y flautista chileno.

## Biografía
Los primeros estudios musicales los realiza en el Conservatorio Nacional de Música en la cátedra de Flauta Dulce. Terminando los estudios desarrolla un trabajo como intérprete de diversos grupos de música antigua como el Collegium Musicum, y el Musicantiga con danzas medievales y renacentistas. Paralelamente estudia flauta Traversa y saxofón, ingresando al circuito de la música popular contestaría, experimental, además de la nueva canción chilena, participando en agrupaciones diversas, que desarrollan estos estilos como: Schwenke & Nilo, Sol y Lluvia, Chiluë, Fulano, Cecilia Echeñique, Andreas Bodenhoffer, Araukania Kuintet y Globalevasion.
En Fulano, grupo de fusión experimental, desarrolla una labor importante como intérprete en saxo, flauta, voz y también como compositor.
En el 1990 es invitado junto a Fulano al Festival jazz Plaza en La Habana donde comparten escenario con Chico Freeman, Airto Moreira, Carmen Mcrae, Dizzy Gillespie y otras bandas y solista de la escena del jazz internacional. Junto a Sol y Lluvia en el 2000 realiza una gira por festivales de World Music en Suiza, y España. El año 2004 es invitado como arreglador e intérprete del proyecto Chileno-Cubano Araukania Kuintet donde trabaja junto al baterista Oscarito Valdés y el pianista también cubano Rolando Luna, grabando un disco en los estudios de Pablo Milanés, realizando giras por Europa con una formación que ha incluido a Pablo Paredes y al baterista Italiano Mimo Campanale, incluyéndose en la gira del 2005 el trompetista de Jazz Franco Ambrosetti. El 2004 es invitado como compositor, arreglador e intérprete al proyecto Chileno-Italiano Neruda 100 Años, grabando un disco en vivo junto a músicos de jazz italianos y chilenos, sumándose un cuarteto de cuerdas de distintas orquestas de Italia (Sta Cecilia y Toscanini). Con esta disco realizó giras por toda Italia el 2005.
Actualmente realiza sus últimos trabajos dentro de la línea del jazz de vanguardia en la banda Globalevasion con el bajista Jorge Campos y el percusionista Raúl Aliaga.

## Discografía

### Con Fulano
- 1987 - Fulano
- 1989 - En el Bunker
- 1993 - El infierno de los payasos
- 1996 - Lo mejor
- 1997 - Trabajos inútiles
- 2011 - La farsa continua
- 2015 - En la Batuta 1993
- 2017 - En Directo FestivAlterNativo México 2010

### Otros
- Araukanía Kintet 2001 (La Habana)
- Neruda 100 Años 2004 (Italia)
- Globalevasión 2006